# Дончо Църцорийски
Дончо Църцорийски е български революционер, деец на Вътрешната македоно-одринска революционна организация, впоследствие минал на сръбска служба като деец на сръбската въоръжена пропаганда в Македония.

## Биография
Църцорийски е роден в Голема или Мала Църцория, тогава в Османската империя, днес Северна Македония. Първоначално става деец на ВМОРО. Минава на сръбска служба след Първата световна война. Става превдодител на банда, с която тероризира българското население във Вардарска Македония, като най-много тероризира българите от Кумановско и Паланечко.
През 20-те години на ХХ век жителите на Кнежево са подложени на репресии от страна на сръбските власти и паравоенни формирования, водени от Дончо Църцорийски и Мино Станков. Мнозина са бити и изтезавани, някои къщи са изгорени, а много жени, особено съпругите на избягалите в България, са изнасилени или принудени да се омъжат за сърби.